# ミュルツツーシュラーク郡

ミュルツツーシュラーク郡
Bezirk Mürzzuschlag

ミュルツツーシュラーク郡（ミュルツツーシュラークぐん、独: Bezirk Mürzzuschlag）は、オーストリアのシュタイアーマルク州にある郡（Bezirk; 行政管区とも訳される）。郡庁所在地はミュルツツーシュラーク。
西から南にかけてブルック・アン・デア・ムーア郡と、南東でヴァイツ郡と、東でニーダーエスターライヒ州のノインキルヒェン郡と、北で同じくニーダーエスターライヒ州のリリエンフェルト郡とそれぞれ接している。
2013年にブルック・アン・デア・ムーア郡と合併し、ブルック・ミュルツツーシュラーク郡となった。
ミュルツツーシュラーク郡には以下の16の市町村（Gemeinde; ゲマインデ）がある。そのうちミュルツツーシュラークとキントベルクが市（Stadt）に、また4つが町（Marktgemeinde; 市場町）に指定されている。
- アラーハイリゲン・イム・ミュルツタール Allerheiligen im Mürztal
- アルテンベルク・アン・デア・ラクス Altenberg an der Rax
- ガンツ Ganz
- カペレン Kapellen
- キントベルク Kindberg （市）
- クリークラハ Krieglach （町）
- ランゲンヴァング Langenwang
- ミッタードルフ・イム・ミュルツタール Mitterdorf im Mürztal （町）
- ミュルツホーフェン Mürzhofen
- ミュルツシュテーク Mürzsteg
- ミュルツツーシュラーク Mürzzuschlag （市）
- ノイベルク・アン・デア・ミュルツ Neuberg an der Mürz （町）
- シュピタール・アム・ゼンメリング Spital am Semmering
- シュタンツ・イム・ミュルツタール Stanz im Mürztal
- ファイチュ Veitsch （町）
- ヴァルトベルク・イム・ミュルツタール Wartberg im Mürztal